# Hrabstwo Grand Cape Mount
Grand Cape Mount – hrabstwo w północno-zachodniej Liberii; ma 5 dystryktów, zaś jego stolicą jest Robertsport (ochrzczone na cześć prezydenta Josepha Jenkinsa Robertsa). Według spisu ludnościowego z 2008 roku liczy sobie 129 055 mieszkańców, co czyni je ósmym, pod względem zaludnienia, hrabstwem w Liberii.

## Dystrykty
Pięć dystryktów, wraz z populacją (wg spisu powszechnego z 2008):
- Dystrykt Commonwealth (6884)
- Dystrykt Garwula (29 371)
- Dystrykt Gola Konneh (23 930)
- Dystrykt Porkpa (40 921)
- Dystrykt Tewor (27 949)